# Helanik
Helanik iz Mitilene (ant. grč.: Ἑλλάνικος / Hellánikos), poznat i kao Helanik s Lezba (Mitilene, Lezbos, oko 480. pr. Kr. — Perperenij, Mizija, oko 400. ili 395. pr. Kr.) je antički grčki povjesničar iz poznog V. stoljeća stare ere i općenito jedan od prvih svjetskih historiografa. On spada u mlađe predstavnike tzv. logografa, začetnika drevne grčke historiografije, čiji je možda najplodniji izdanak, a smatra se i temeljem atidografa. Često se ističe kao prvi grčki skriboman. Autor je dvadesetak djela povijesnog, mitografskog, etnografskog, geografskog, kronološkog i drugog značaja.

## Život
Helanik je rođen u Mitileni, na jednom od većih grčkih egejskih otoka Lezbosu, a pretpostavlja se da je i djelao u svom rodnom kraju; ne može se pouzdano reći kada je točno živio, ali okvirno izvori ukazuju na posljednju četvrt V. stoljeća prije nove ere. Ne može se izvršiti detaljnija konstrukcija njegova privatnoga života, već samo vremenski okviri i mjesto rođenja i smrti, na osnovu sačuvanih fragmenata Helanikovih i tuđih djela. Poznato je i da mu se otac zvao Skamon.
Nije poznato točno kada se Helanik rodio; zna se samo da je to bilo negdje u prvoj polovici V stoljeća stare ere, možda oko 480. godine. Helanikovo ime je moguće haplologija od Hellanónikos (Ἑλλανόνικος), što mu je otac Skamon mogao dati u čast pobjede kod Mikale 479. god. prije Kr. iz vremena grčko—perzijskih ratova, kada su Lezbljani izvojevali svoje oslobođenje od perzijske imperije boreći se na strani helenskoga saveza. Na osnovu toga neki su pretpostavljali da se upravo pomenuti događaj može smatrati kao terminus post quem Helanikova rođenja. No, mitilenski Helanik nije ujedno i prvi, jer takvo ime je zabilježeno još, makar u književno—mitološkom obliku, u Homerovoj Odiseji — gdje je poznat i jedan od prosaca Odisejeve žene Penelope pod tim imenom. TPQ smrti jeste Bitka kod Arginuskih otoka 406/5. pr. Kr., posljednji događaj koji u svojim djelima navodi. Umro je u gradiću Perpereniju u maloazijskoj Miziji (dan. Turska) na koncu V st. stare ere (najčešće se smatra oko 400. ili 395. god. pr. Kr.), vrlo vjerojatno kao lezbljanski izbjeglica.

## Djelatnost
Zajedno s Ksantom, Helanik spada u istaknutije predstavnike mlađih logografa — povjesničara koji pisali poslije Herodota, koji se uobičajeno smatra historiografskim praocem; no, iako on smatra Herodota svojim uzorom, očevidno je djelo nastalo mahom na osnovu jednoga starijega logografa, Hekateja s Mileta. Do Helanika, povijesna tradicija je bila ograničena na jonski krug (kojemu pripadaju između ostalih i Hekatej i Herodot), što ga čini prvim eolskim povjesničarem; time je neposredno došlo i do širenja historiografske književnosti na druge krajeve.
Helanik iz Mitilene ostavio je iza sebe preko dvadeset djela, većinu kojih je podijelio na po dvije knjige. Ona se mogu po svojoj formi grupisati u tri kategorije:

### Genealoško—mitografski spisi
Može se reći da je Helanik utemeljio geneaološku i mitografsku monografiju, sintetički prikupljajući podatke od svojih logografskih prethodnika, kao i iz epskih izvora, te ih na racionalan način kritički obradio. Svoja djela je uveliko oslobodio fantastičnih čuda, rješavao proturječnosti i pravio konstrukcije u slučaju praznina, obogaćujući svoja djela raznim etimološkim i etnološkim pojašnjenjima. Primjerice, da bi postizao povijesnu realnost ubacivao je čak i imena u razne genealogije iz predanja kako bi ih učinio realnima.
U ovaj korpus spada pet poznatih Helanikovih djela; sva izuzev Atlantijade i Azopide su podijeljena po njegovom principu na po dvije knjige. Deukalioneja je u suštini povijest ljudskoga roda počev od Prometejeva sina Deukaliona, osnivača kulta dvanaest bogova. Foronida prikazuje peloponesku genealogiju počev od Foroneja, prvoga Argoliđanina, preko protjerivanja Pelazga do najzad njihova naseljivanja u Etruriji i raznim drugim zemljama, čime se Helanik optirao za pelazgijsko porijeklo Etruščana. Prije peloponeske genealogije se u Foronidi nalazi i uvodna kozmogonija. 
Ovom korpusu pripada i jedna Trojanska povijest. Ona je izvjesnom smislu nastavak Atlantijade, predstavljajući određeni most između ovoga književnog korpusa i povijesnih djela u užem smislu, o kojima će biti više riječi dalje. Helanikova trojanska povjesnica sadrži razvijenu genealogiju trojanskih kraljeva i junaka, koji vuku porijeklo od Dardana, sina Diva i Atlantove kći Elektre. Djelo je opisivalo samu trojansku vojnu uz detaljno navođenje navođenje vojnih odreda i njihovih vođa obiju zaraćenih strana; u antičko je vrijeme bilo glavna prozna knjiga i izvor podataka za trojansku legendu, sintetišući podatke iz cjelokupne homerske i posthomerske, ali i prethomerske, poezije o Trojanskom ratu.

## Popis poznatih djela
- Aigyptiaka (Αἰγυπτίακα)
- Aiolika (Αἰολικά)
- Argolika (Ἀργολίκά)
- Arkadiaka (Ἀρκαδίας)
- Atida (poznata i kao 'Atička povijest') (Ἀτθίς)
- Atlantijada (Ἀτλαντιάς)
- Azopida (Ασωπίς)
- Boiotika (Βοιωθικά)
- Deukalioneja (Δευκαλιωνεία)
- Foiniaka (Φοινιακά)
- Foronida (Φορωνίς)
- Herine svećenice (Ἱέρειαι τῆς Ἥρας)
- Kypriaka (Κυπριακά)
- Lesbiaka (Λεσβιακά)
- Lydiaka (περὶ Λυδίαν)
- Nazivi naroda (Ἐθνῶν ὀνομασίαι)
- O narodima (Περὶ ἐθνῶν)
- Običaji barbara (Βαρβαρικὰ νόμιμα)
- Osnivanje Hija (Χίου κτίσις)
- Persika (Περσικά')
- Pobjednici na Karnejima (Καρνεονῖκαι)
- Povijest osnivanja naroda i gradova (Κτίσεις ἐθνῶν καὶ πόλεων odn. samo Κτίσεις)
- Put u Amonov hram (Εἰς Ἄμμωνος ἀνάβασις)
- Skythika (Σκυθικά)
- Thessalika (Θεσσαλίκά)
- Troika (Τρωικά)